# Břidličná (přírodní rezervace)
Břidličná je přírodní rezervace poblíž obce Loučná nad Desnou v okrese Šumperk, v okolí stejnojmenné hory. Přírodní rezervace se také částečně nachází v okrese Bruntál. Oblast o rozloze téměř 652 ha spravuje Agentura ochrany přírody a krajiny ČR – Regionální pracoviště Olomoucko.

## Předmět ochrany
Důvodem ochrany jsou kryogenní geomorfologické útvary (skály, kamenné proudy, kamenná moře, polygonální půdy), subalpínské a lesní biotopy klimaxových smrčin a (smrkových) bučin s prameništi a s výskytem vzácných a silně a kriticky ohrožených druhů rostlin a živočichů.